# سيناب (درونة)
سيناب (بالفارسية: سیناب) هي قرية تقع في إيران في قسم درونة الريفي. يقدر عدد سكانها بـ 38 نسمة بحسب إحصاء 2016.